# オオフナガモ
オオフナガモ （大舟鴨、学名：Tachyeres pteneres）は、カモ目カモ科に分類される鳥類の一種である。

## 分布
チリ南部から南端までの南アメリカの西海岸に生息する。

## 形態
全長65-78 cm。体全体が青灰色で、暗色の羽縁がある。胸から腹および下尾筒までは白色。

## 生態
非繁殖期は海岸やその沿岸に生息する。しばしば群れを形成する。繁殖期は内陸の水辺に生息し、番で生活する。繁殖期はテリトリーを持ち、雌雄とも侵入者を激しく攻撃する。
食性は動物食で、潜水して貝類や甲殻類を捕食する。
水辺の草地などに営巣する。1腹5-8個の卵を産む。抱卵日数は30-40日と言われる。
本種は翼はあるものの飛翔力は退化しており、飛ぶことはできない。

## 絶滅危惧評価
- LEAST CONCERN (IUCN Red List Ver. 3.1 (2001))
[1]

## 参照・注釈
1. ↑  Tachyeres pteneres  (Species Factsheet by BirdLife International)